# Biserica de lemn din Pârvulești

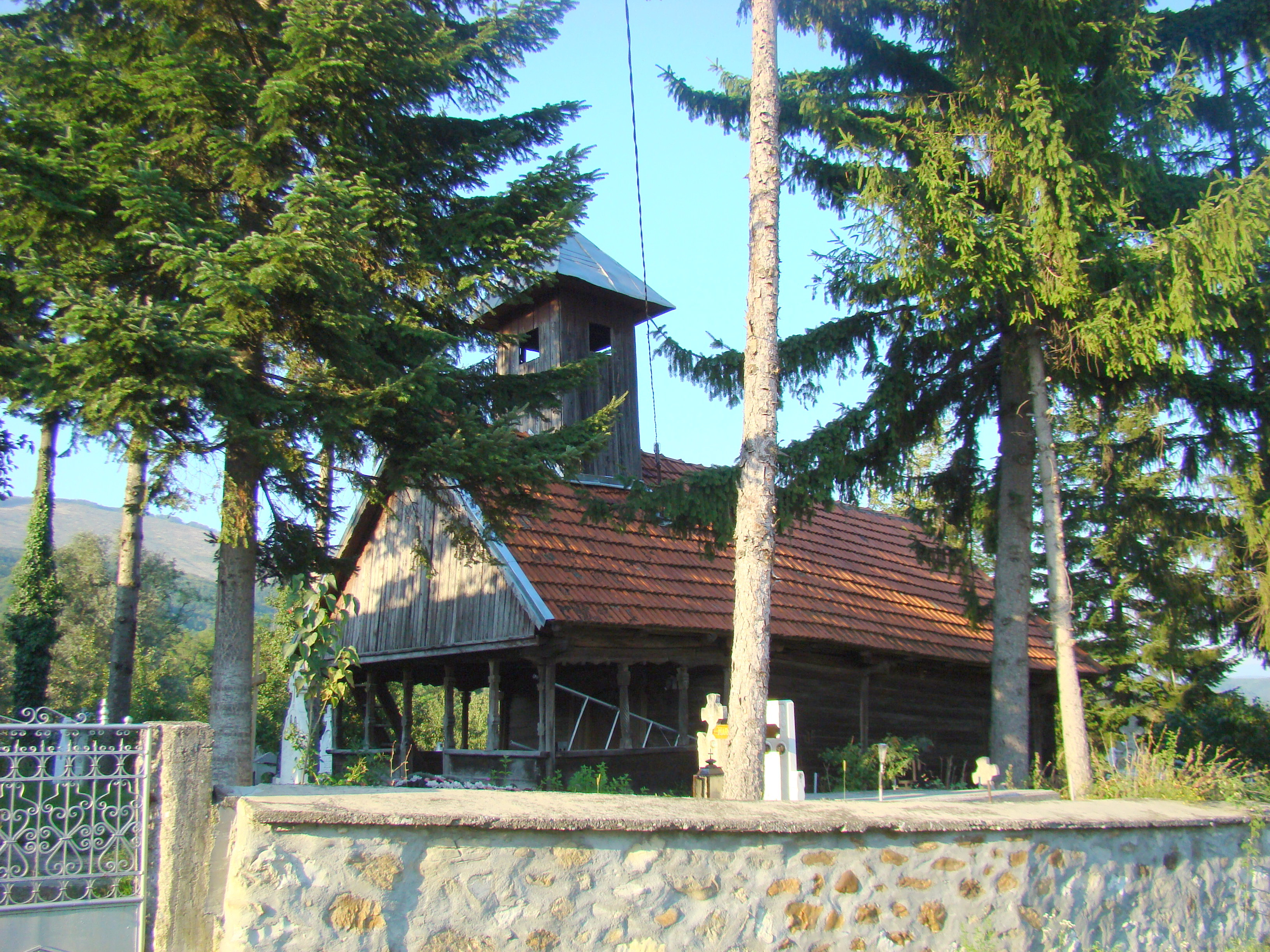
Biserica de lemn „Sfântul Ilie” din Pârvulești, comuna Stănești, județul Gorj, foto: august 2015.

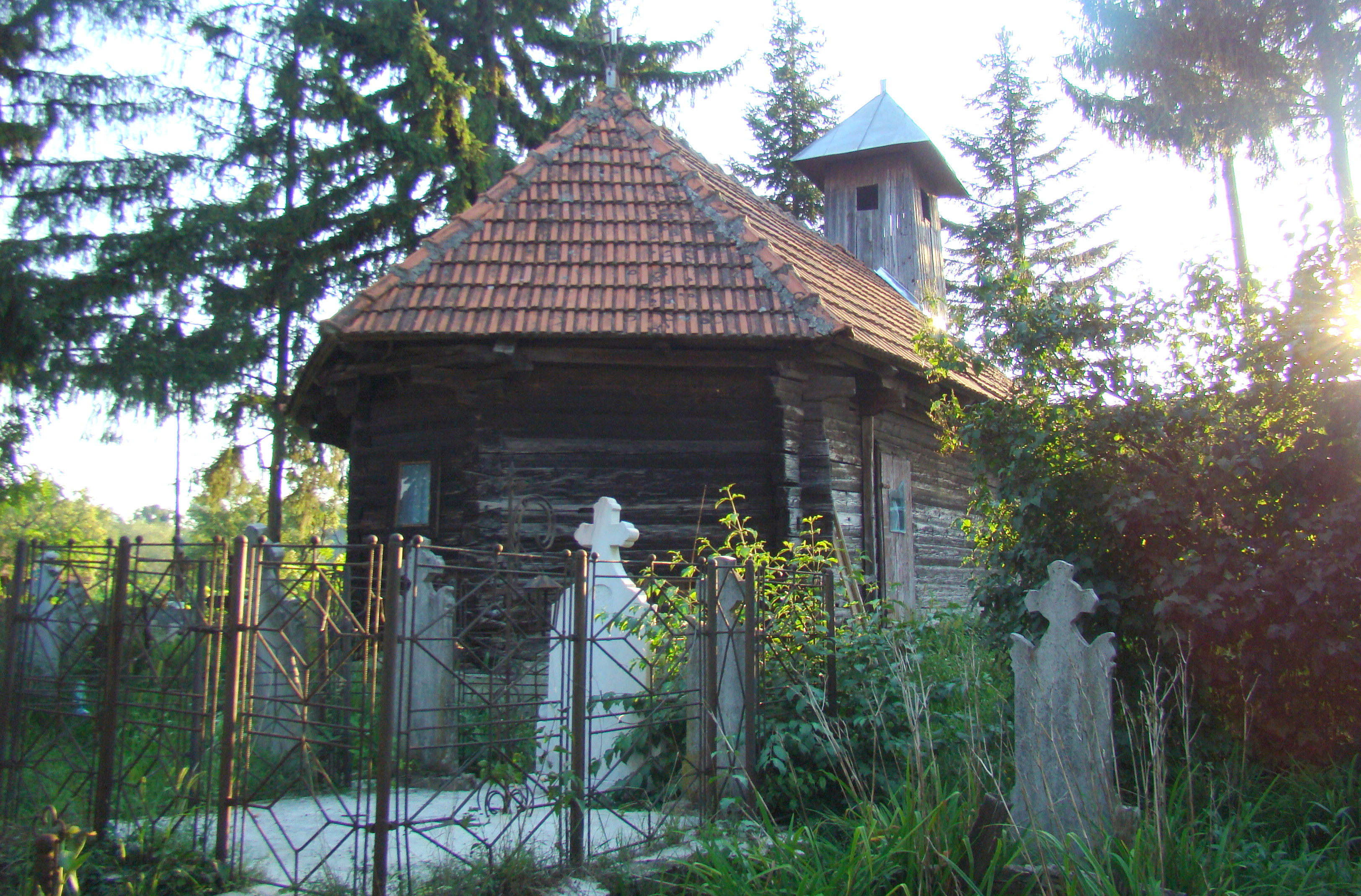
Biserica (nord-est)

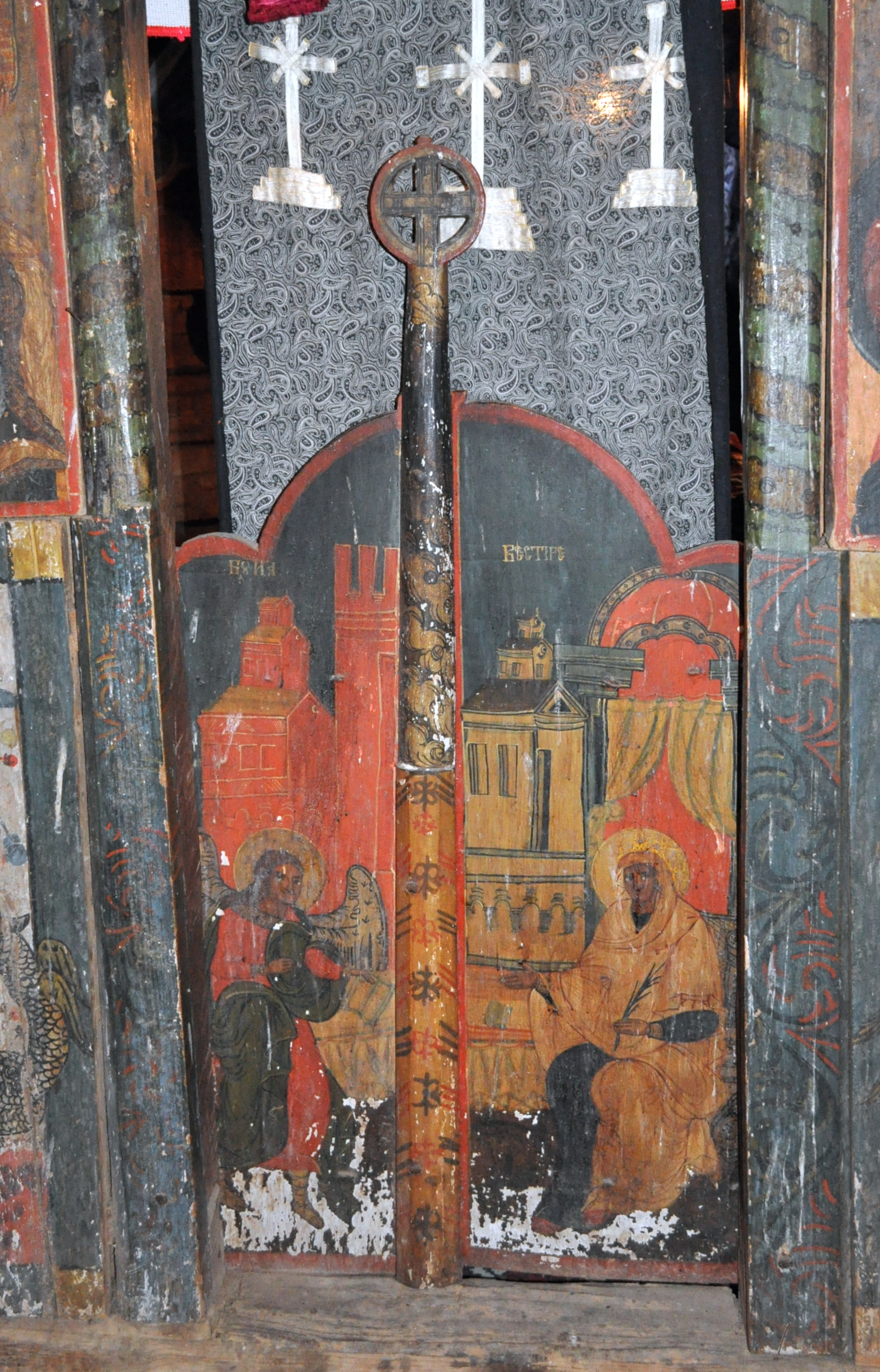
Uşile împărăteşti: Buna Vestire

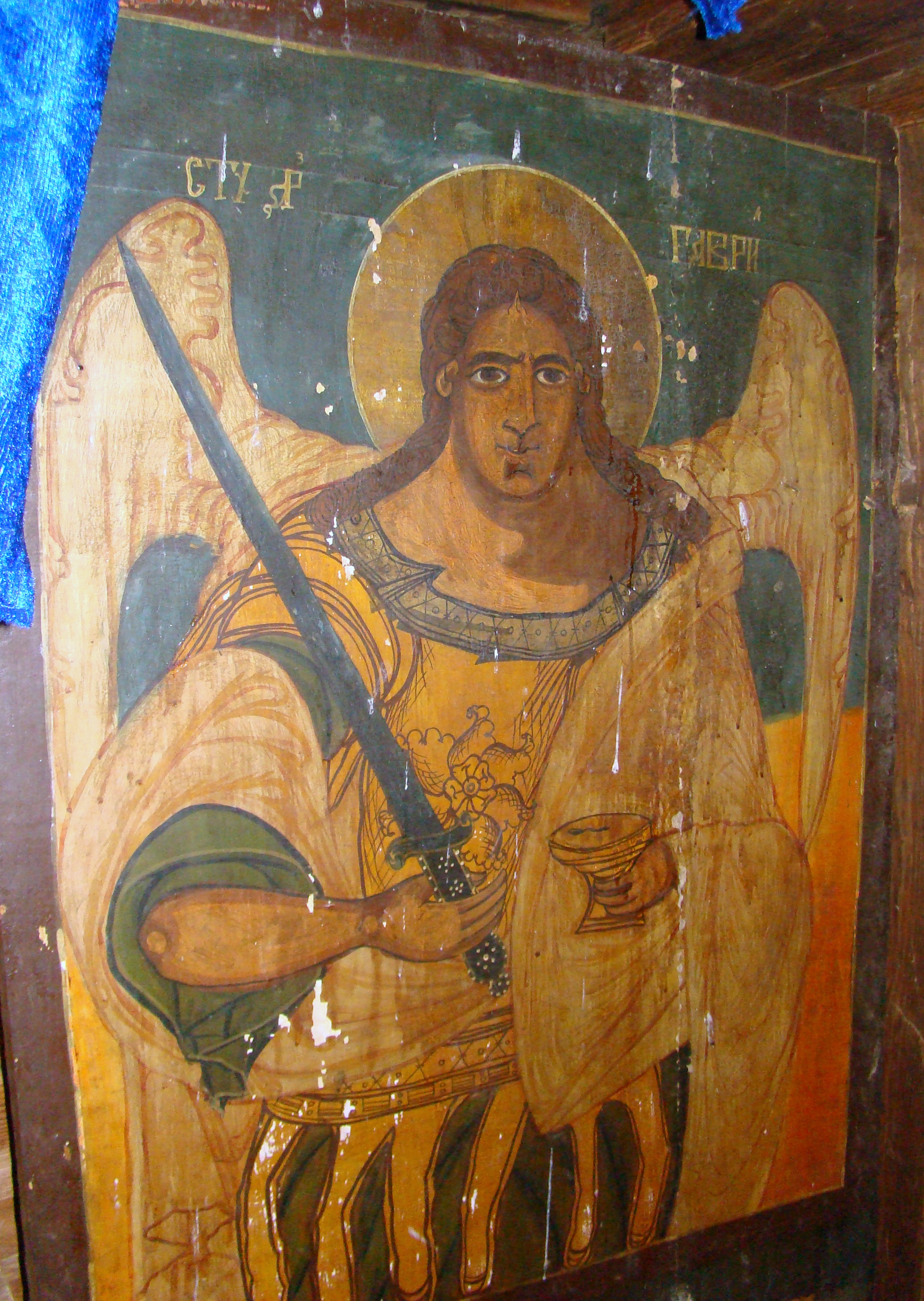
Icoană împărătească

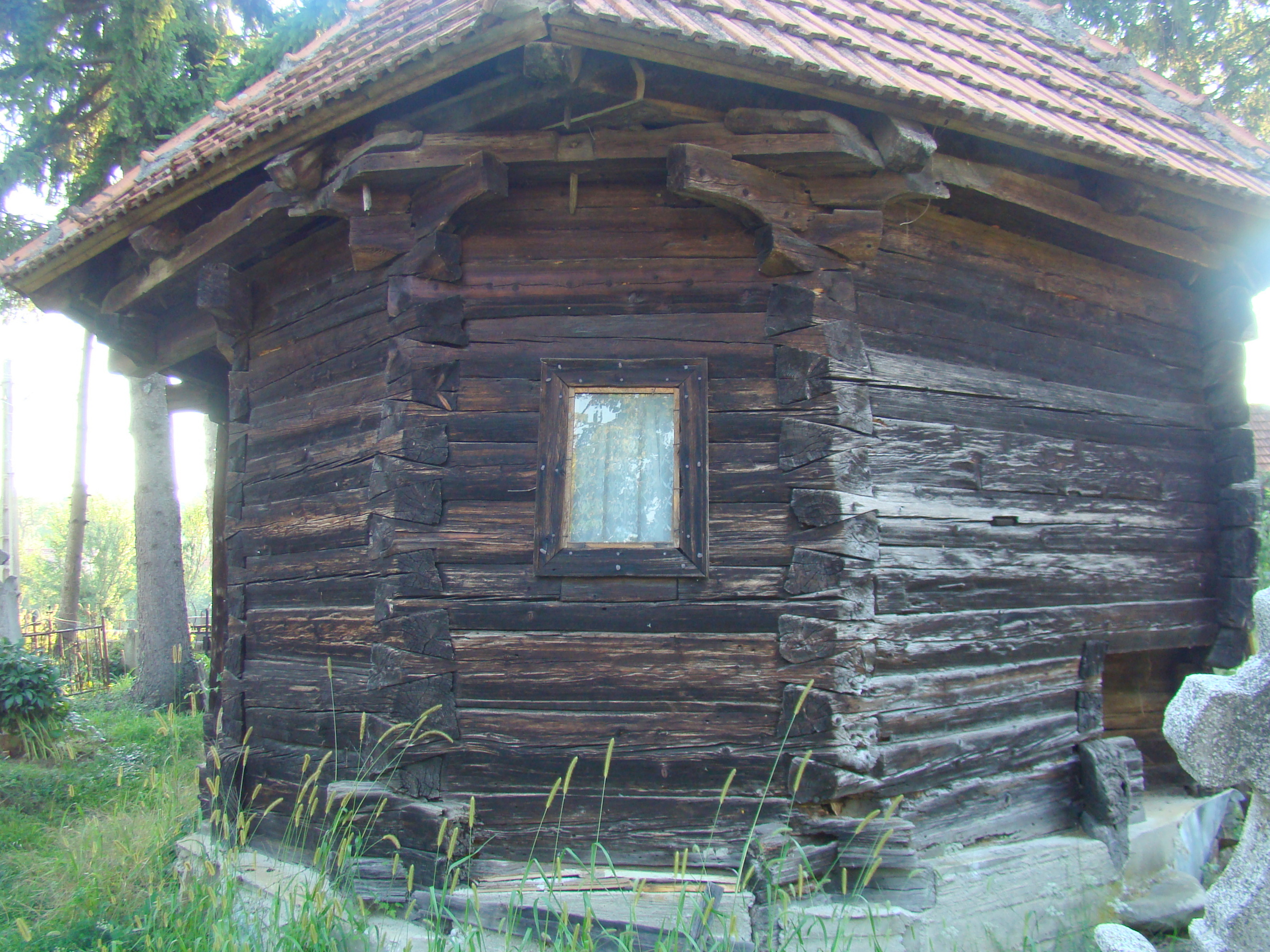
Absida altarului

Biserica de lemn din Pârvulești, comuna Stănești, județul Gorj, a fost construită în anul 1820. Are hramul „Sfântul Ilie”. Biserica nu se află pe noua listă a monumentelor istorice, deși este reprezentativă pentru arhitectura sacrală în lemn din Oltenia și are un patrimoniu mobil foarte valoros, format din numeroase icoane pictate pe lemn.

## Istoric și trăsături
Biserica a fost construită între anii 1820–1821, din lemn de brad și a fost acoperită cu șiță. Nu a fost tencuită și nici zugrăvită. În anul 1924 a fost refăcut acoperișul, fiind acoperită cu țiglă.
Altarul este poligonal cu cinci laturi, asimetric decroșat în partea de jos. Dimensiunile navei sunt: 6,90 m/5,12 m; înălțimea pereților este de 2,30 m. Prispa actuală este mai largă decât cea originară și poate data de la 1924. Atunci biserica a fost acoperită cu olane și a apărut fruntariul triunghiular de pe latura de vest.
Intrarea vestică (din afară) este marcată de un cadru, din elemente masive, străbătute de un profil sculptat în frânghie ce urcă de pe o parte și de alta, în pragul de sus, lângă o cruce, în ideea capului de șarpe. Pe motivul frânghiei este sculptată și undreaua (stenapul), dar și cu chenare în dinte de lup.
Patrimoniul pictat este de la 1855, el cuprinde însă și câteva componente cu câteva decenii mai vechi. Pe peretele vestic al pronaosului a fost alcătuită o tâmplișoară din icoane reprezentând apostolii, dar și praznice, care pot fi atribuite în mare parte, lui popa Ion zugravu ot Stolojani. Icoana mare „Deisis”, de tradiție postbrâncovenească, având intercesorii în spatele tronului (cu picioarele în forma capului de grifon) este din 1855. 
Autorul consemnează pe icoana Mariei cu Pruncul (cu arhanghelii în spatele tronului): „S-au zugrăvit de mine iscălitu Ghiță zugravu la ...”; tot el a realizat și icoana reprezentând tragerea pe roată a muceniței Ecaterina și panourile cu decor floral. Tâmpla principală este alcătuită din Crucea Răstignirii și moleniile, icoanele din registrul apostolilor cu Iisus Hristos, registrul de praznice, ușa diaconească cu sfântul hram Profetul Ilie, cele împărătești cu Buna Vestire, poalele de icoane cu compoziția grifonului la vasul cu flori.

## Imagini din exterior

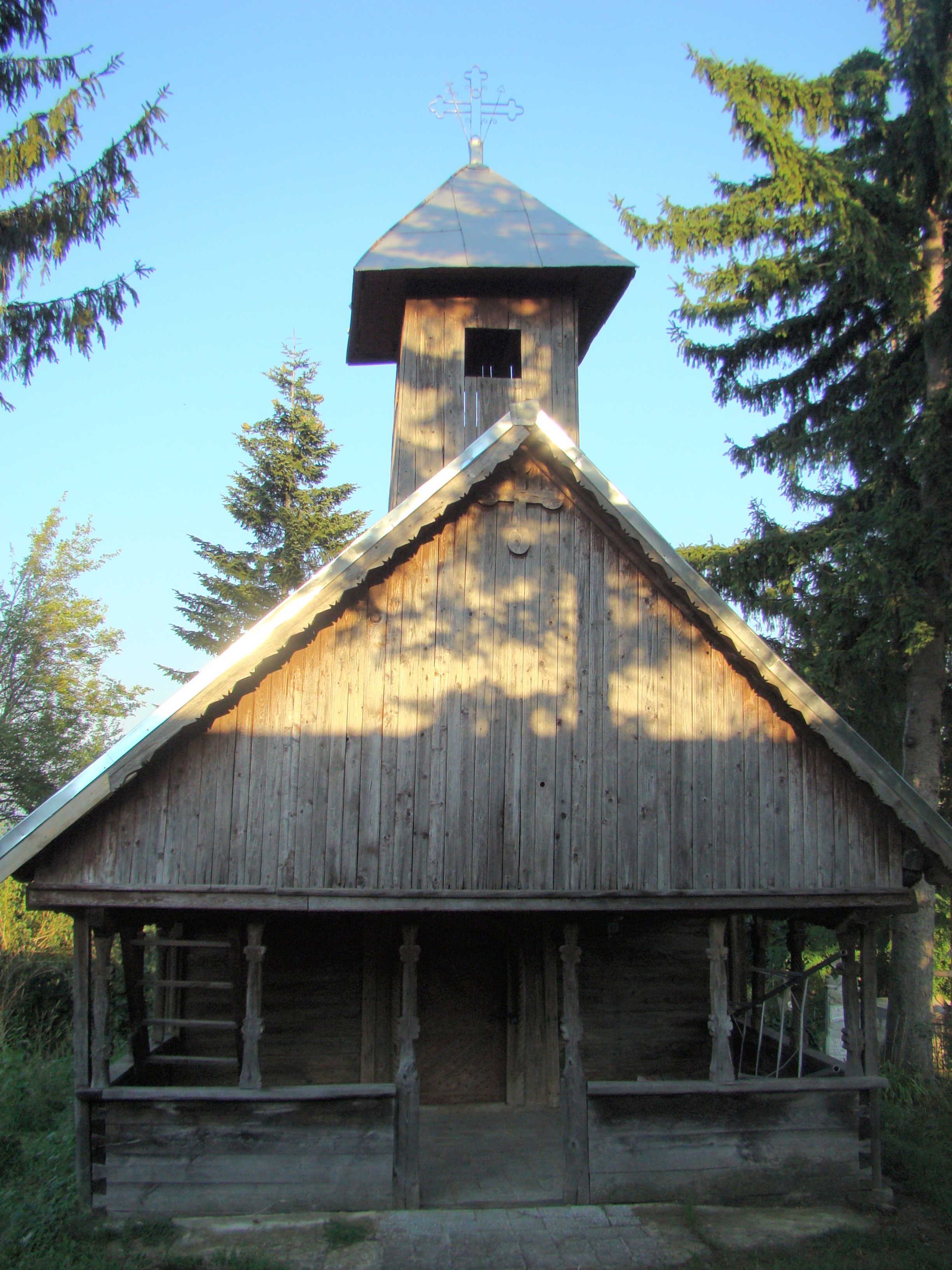
Biserica (vest)
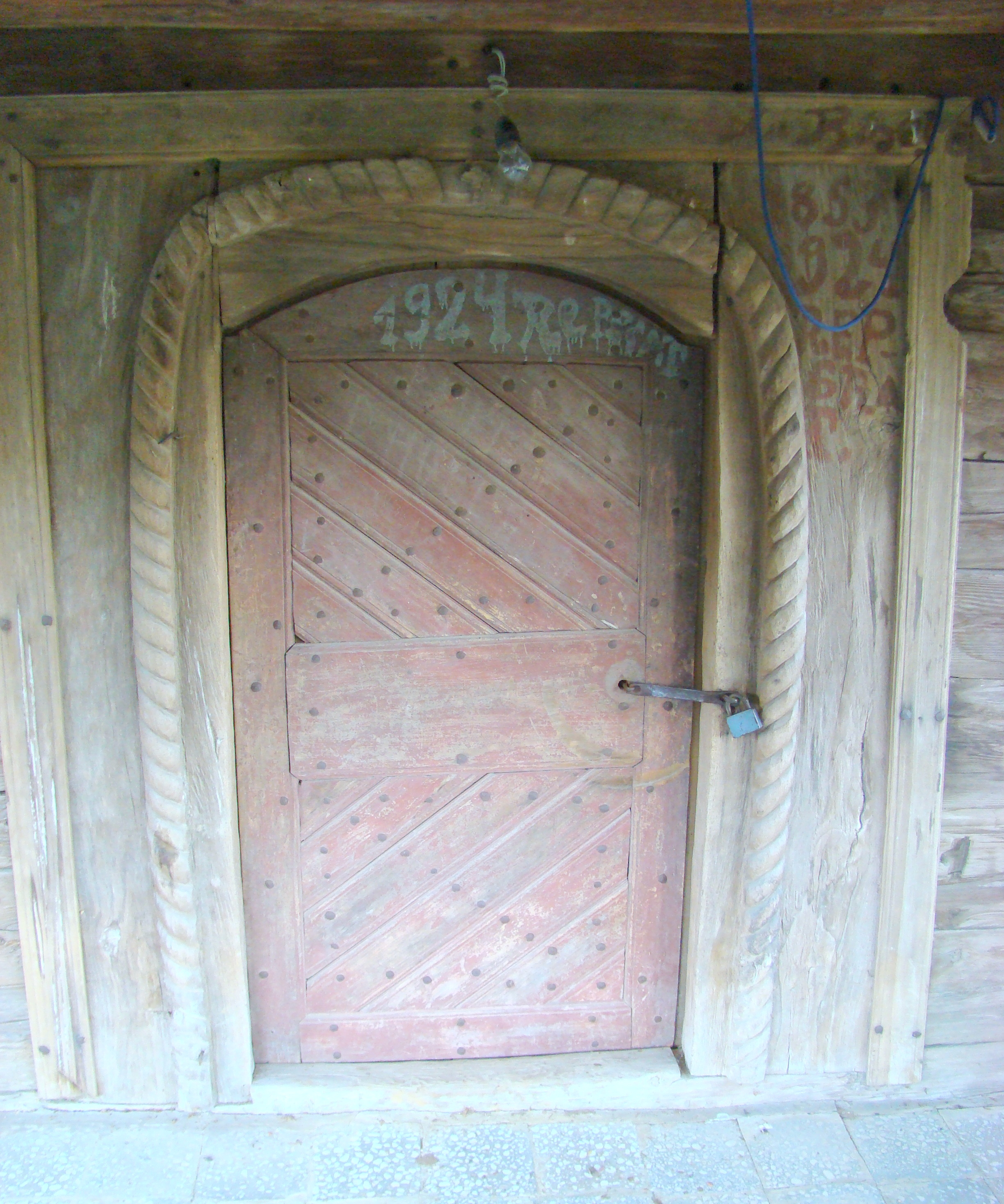
Portalul exterior
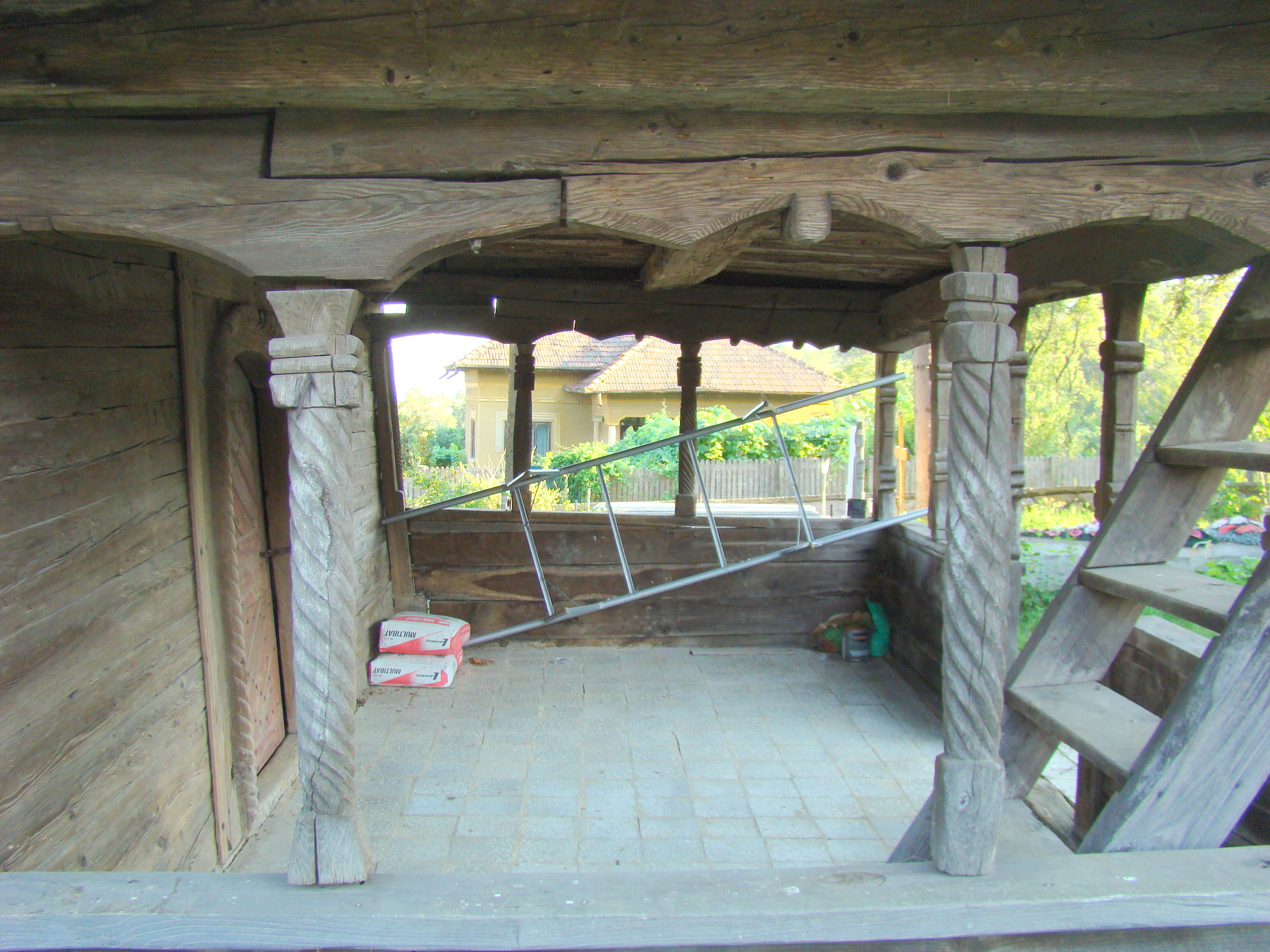
Pridvorul
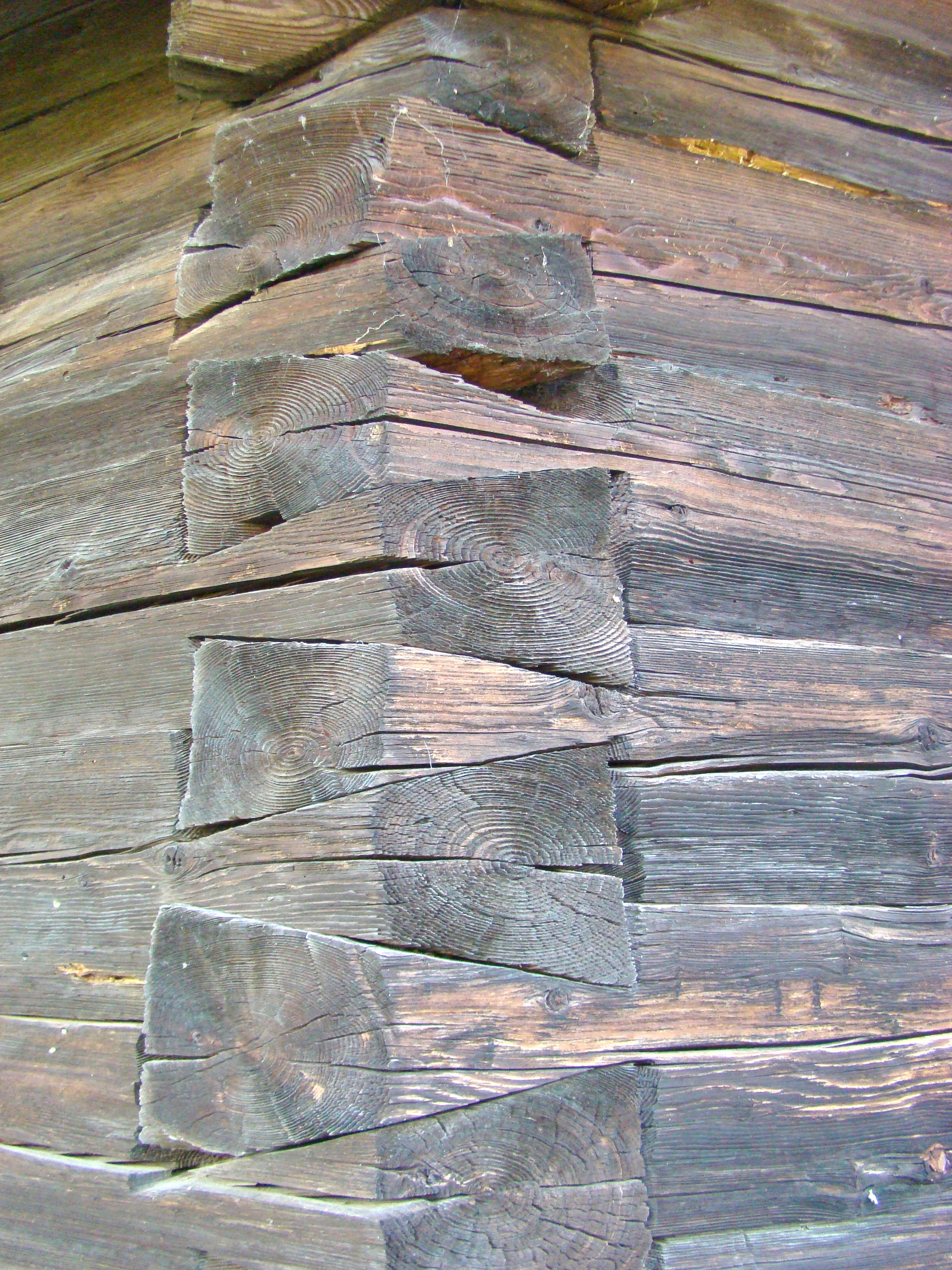
Îmbinări
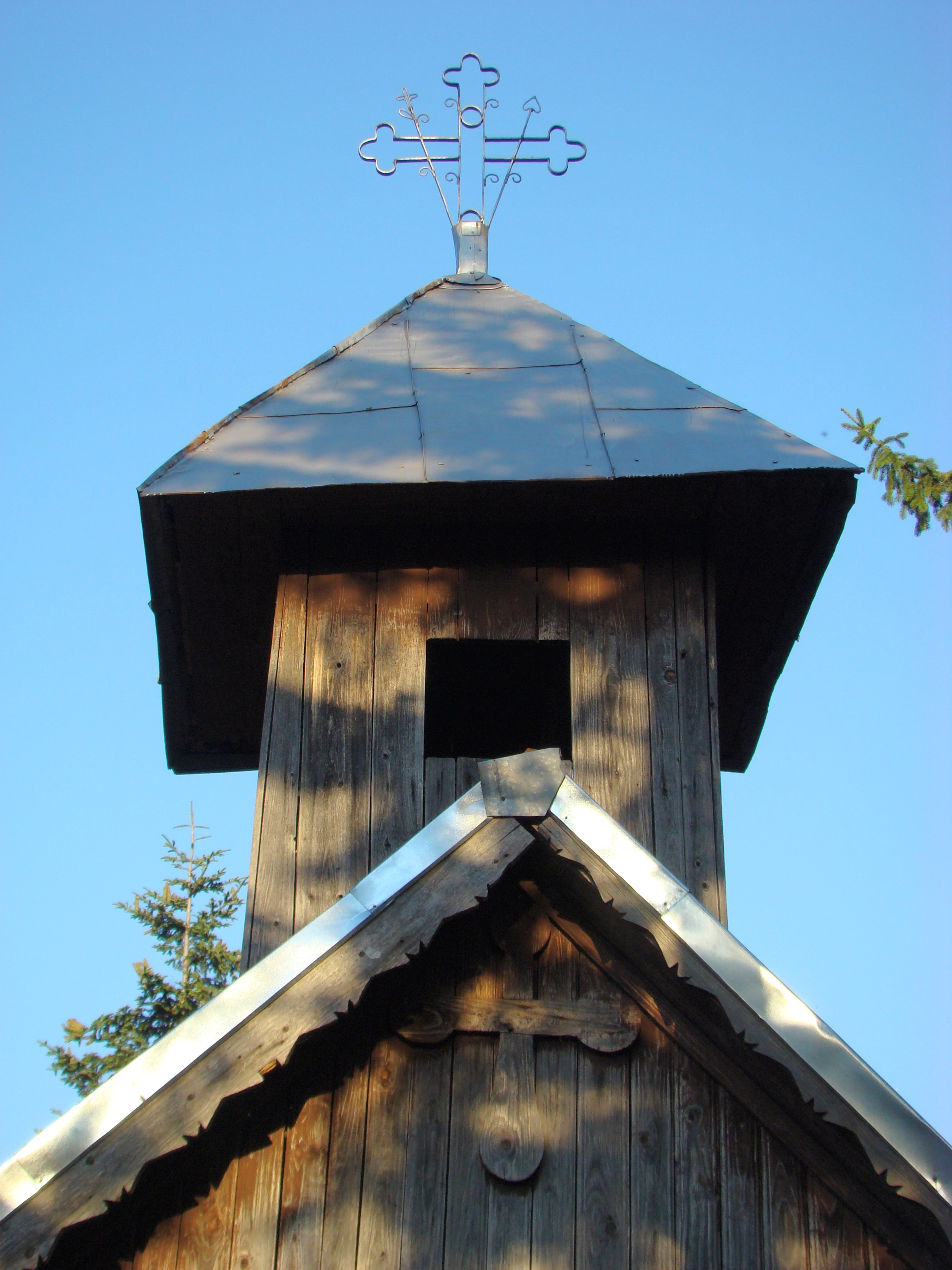
Turnul- clopotniţă
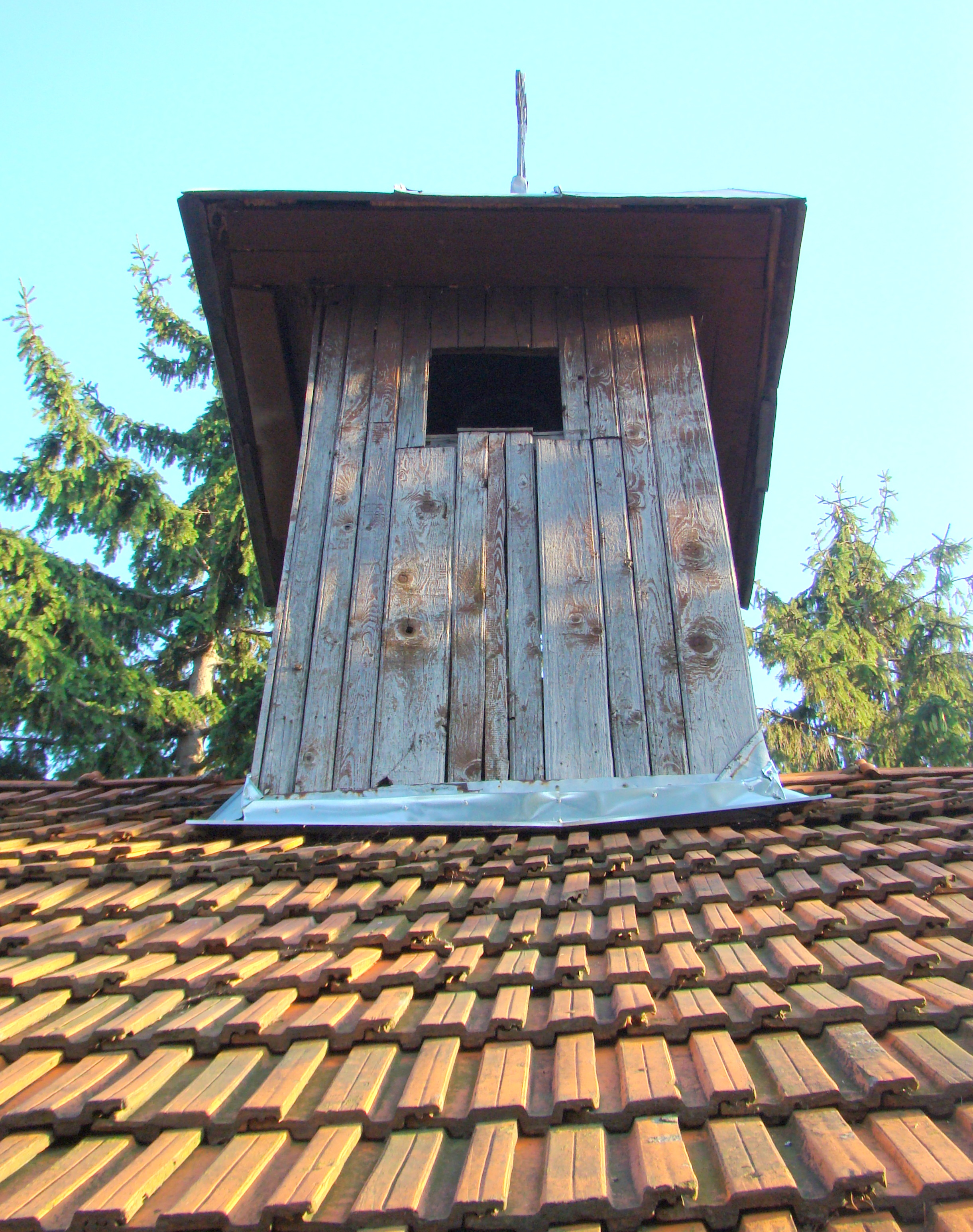
Turnul- clopotniţă
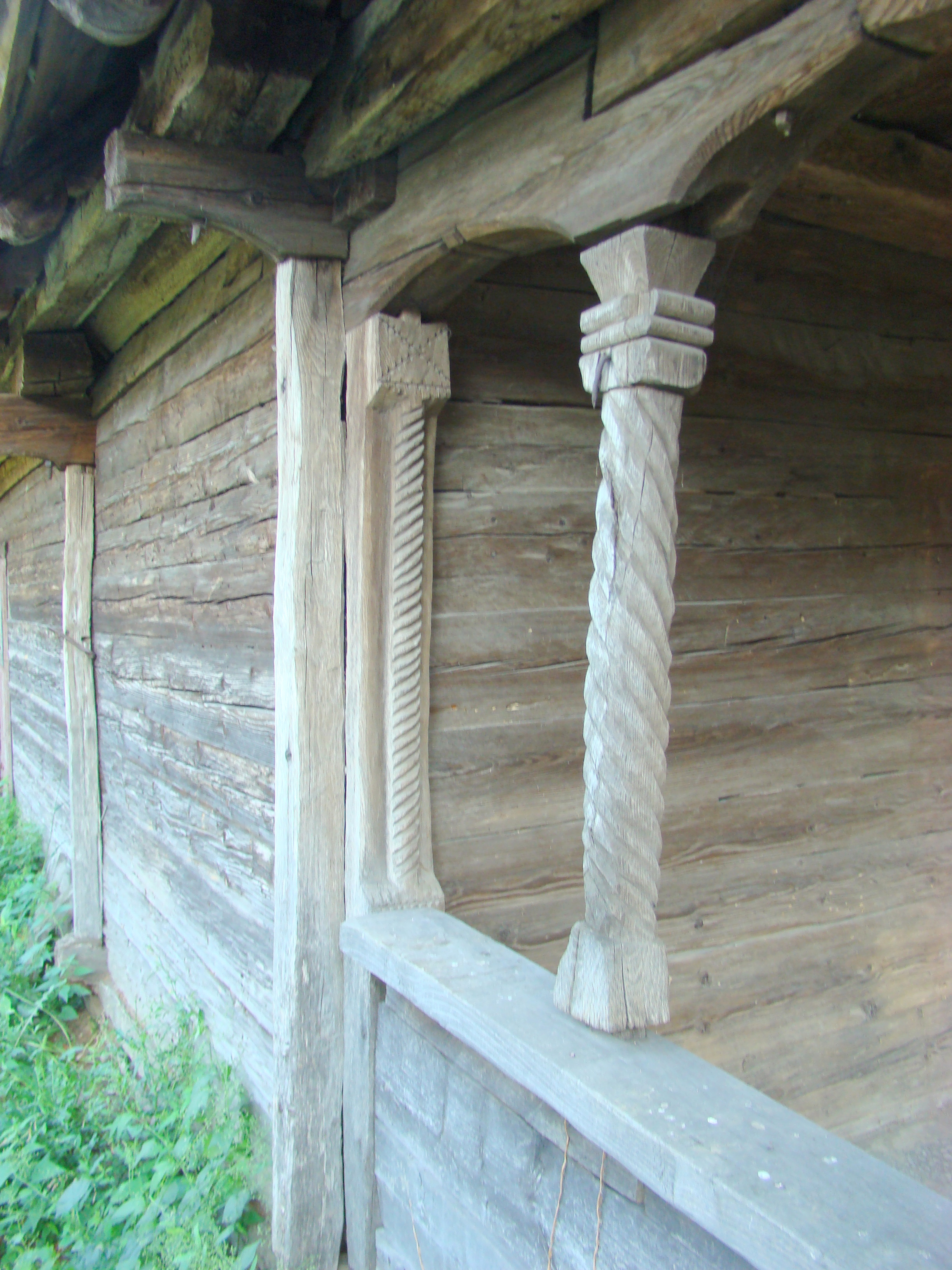
Stâlp la prispă cu motivul fusului răsucit
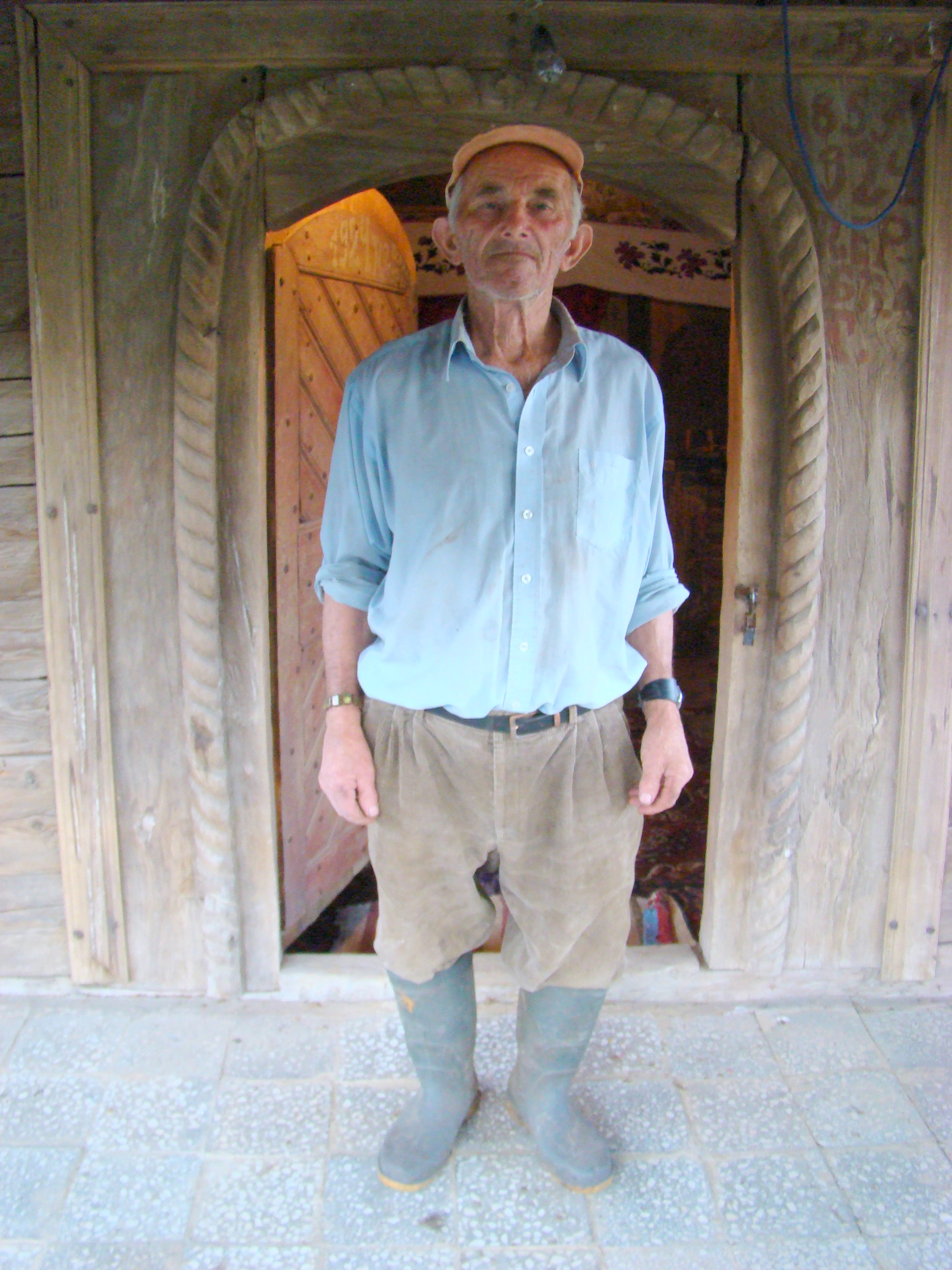
Epitropul bisericii de lemn din Pârvulești: Băloi N. Ion
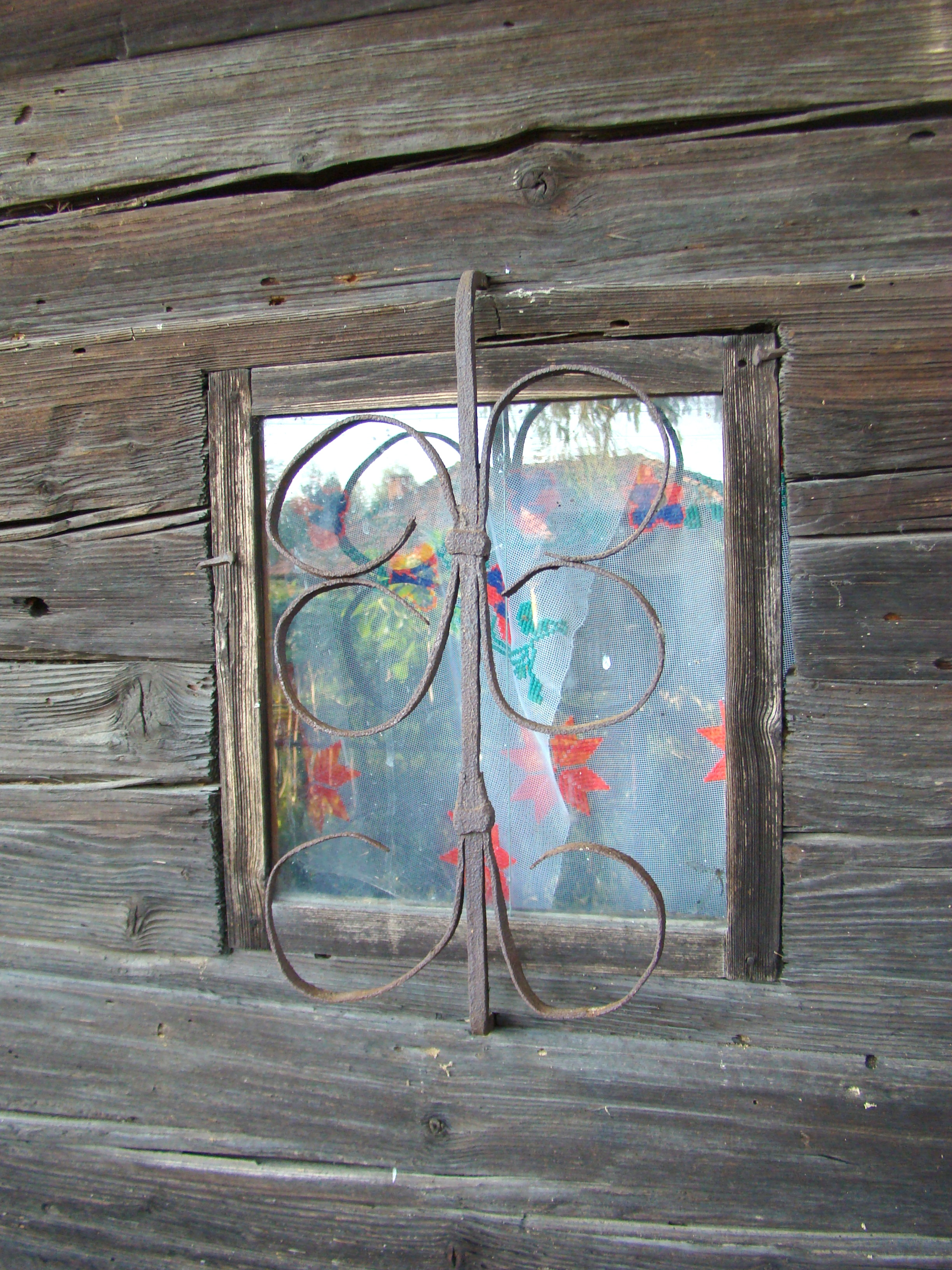
Fereastră
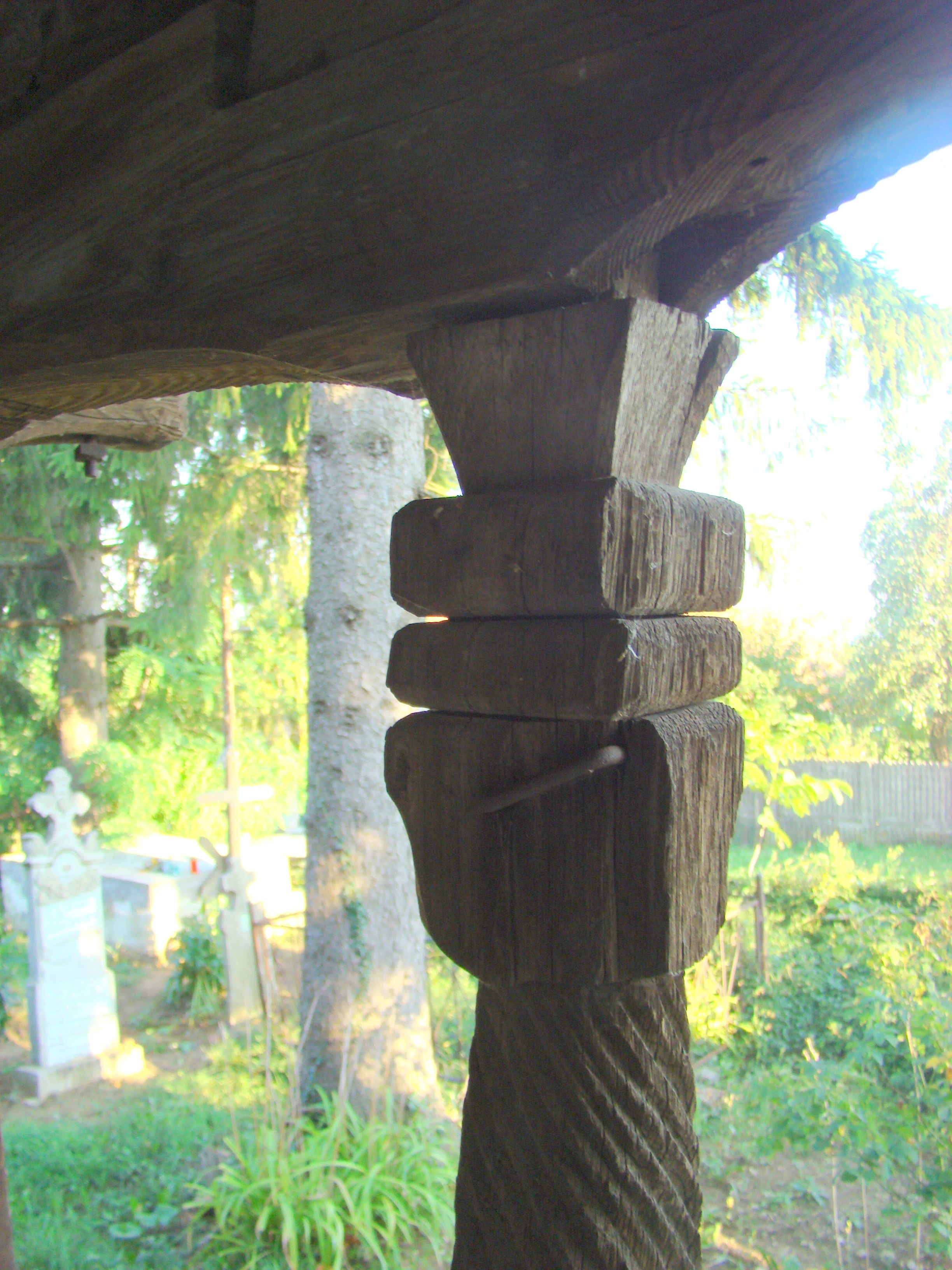
Capăt de stâlp la prispă

## Imagini din interior

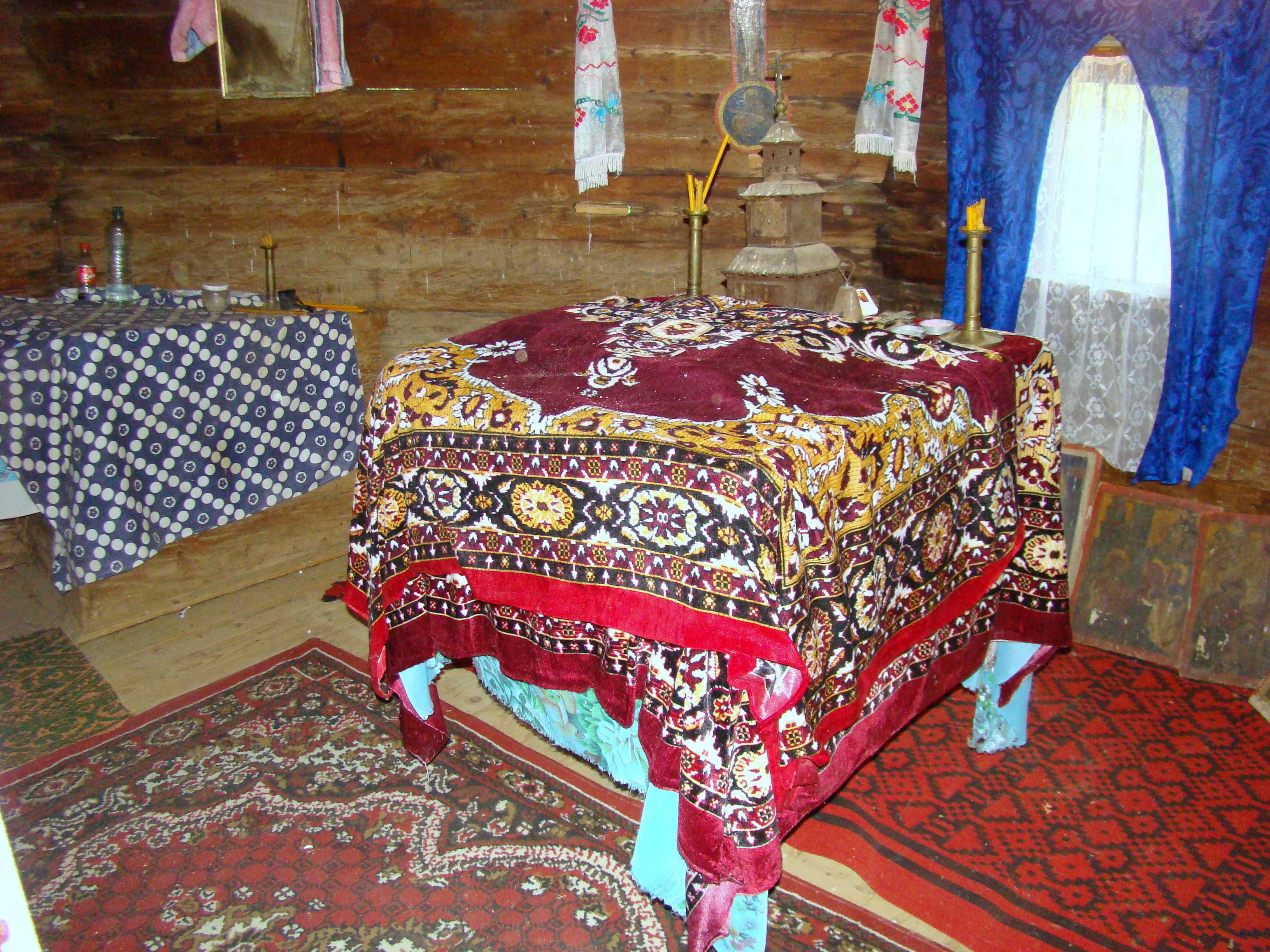
În altar
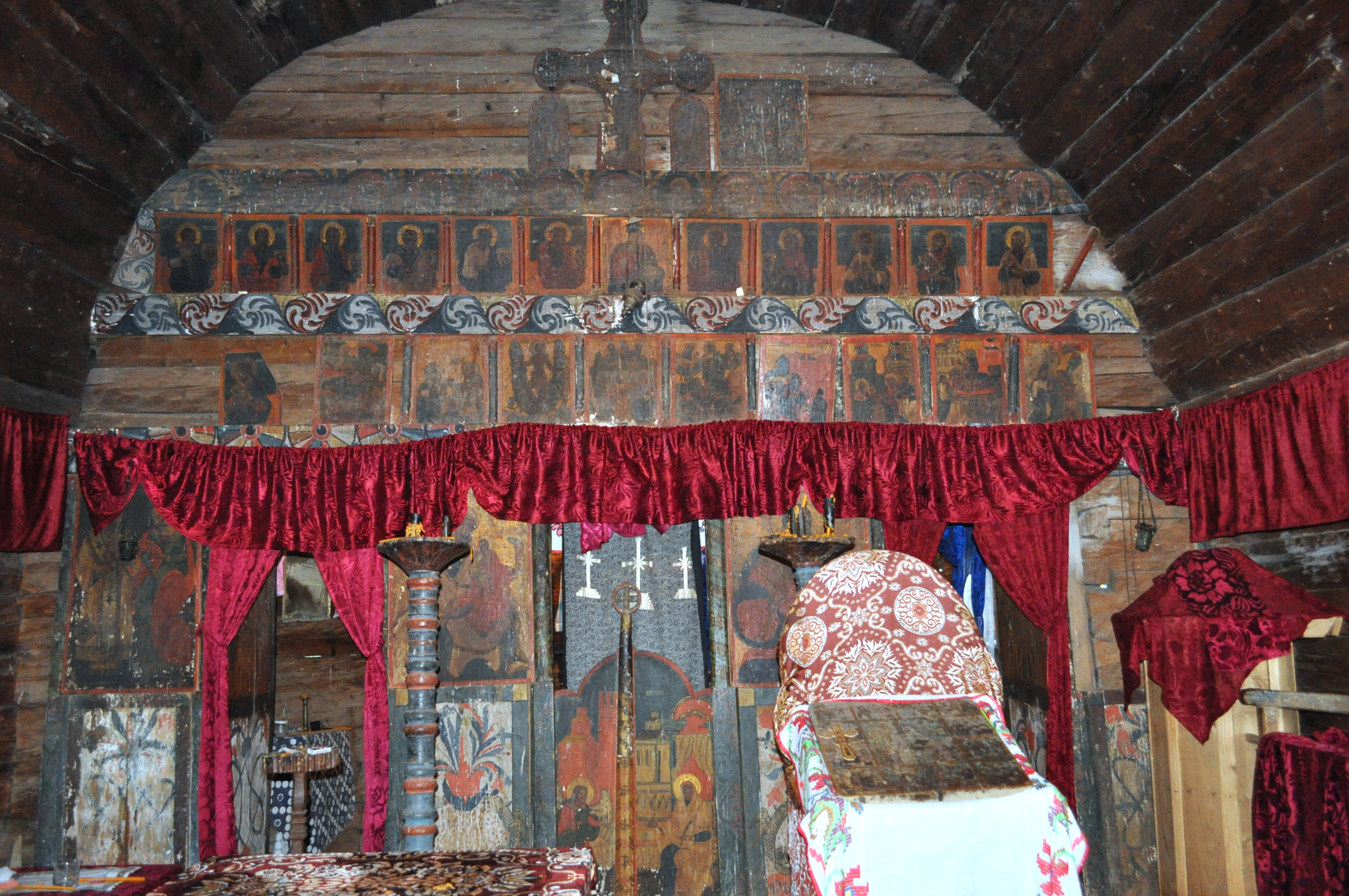
Iconostasul
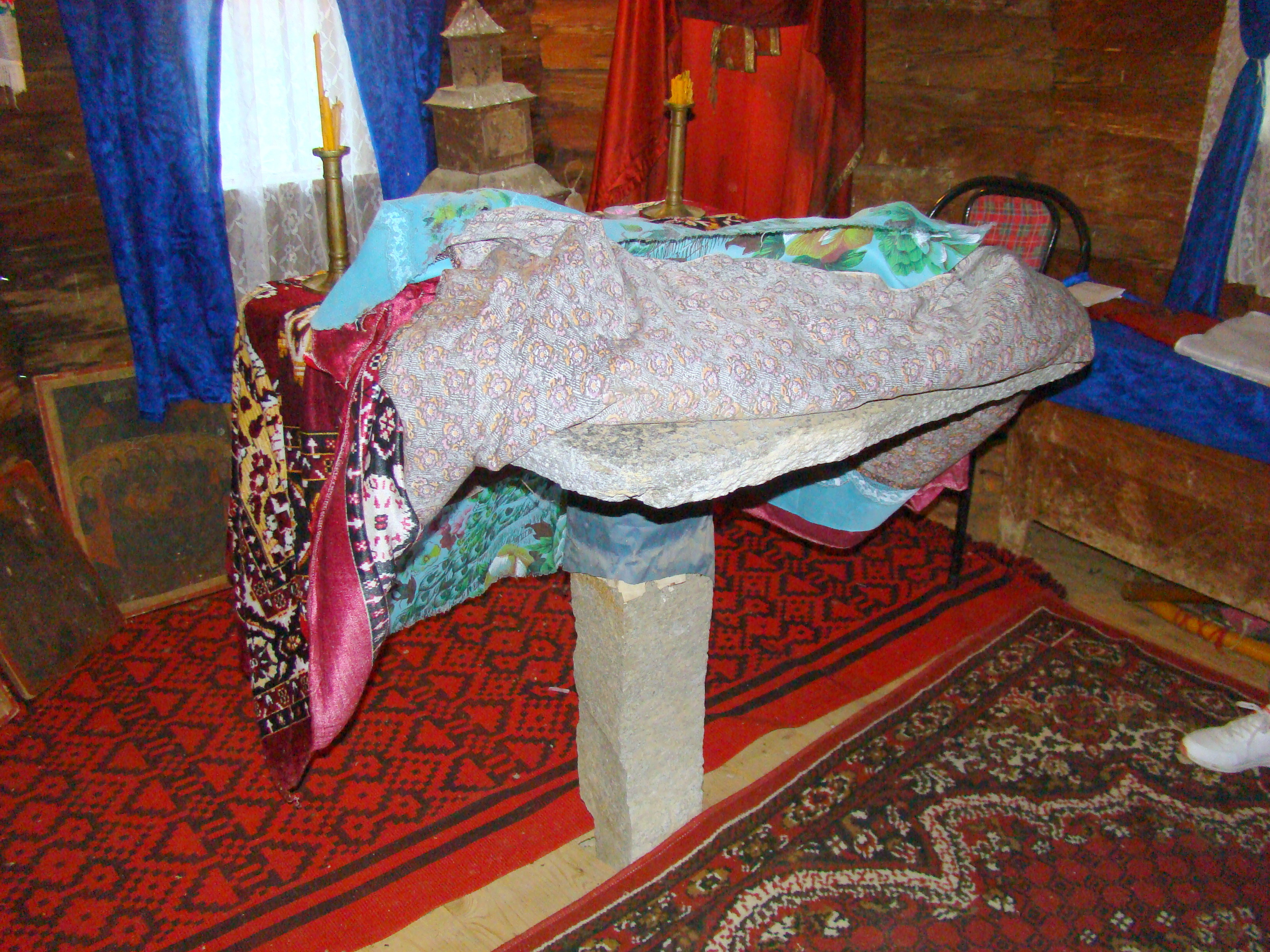
Piciorul mesei altarului
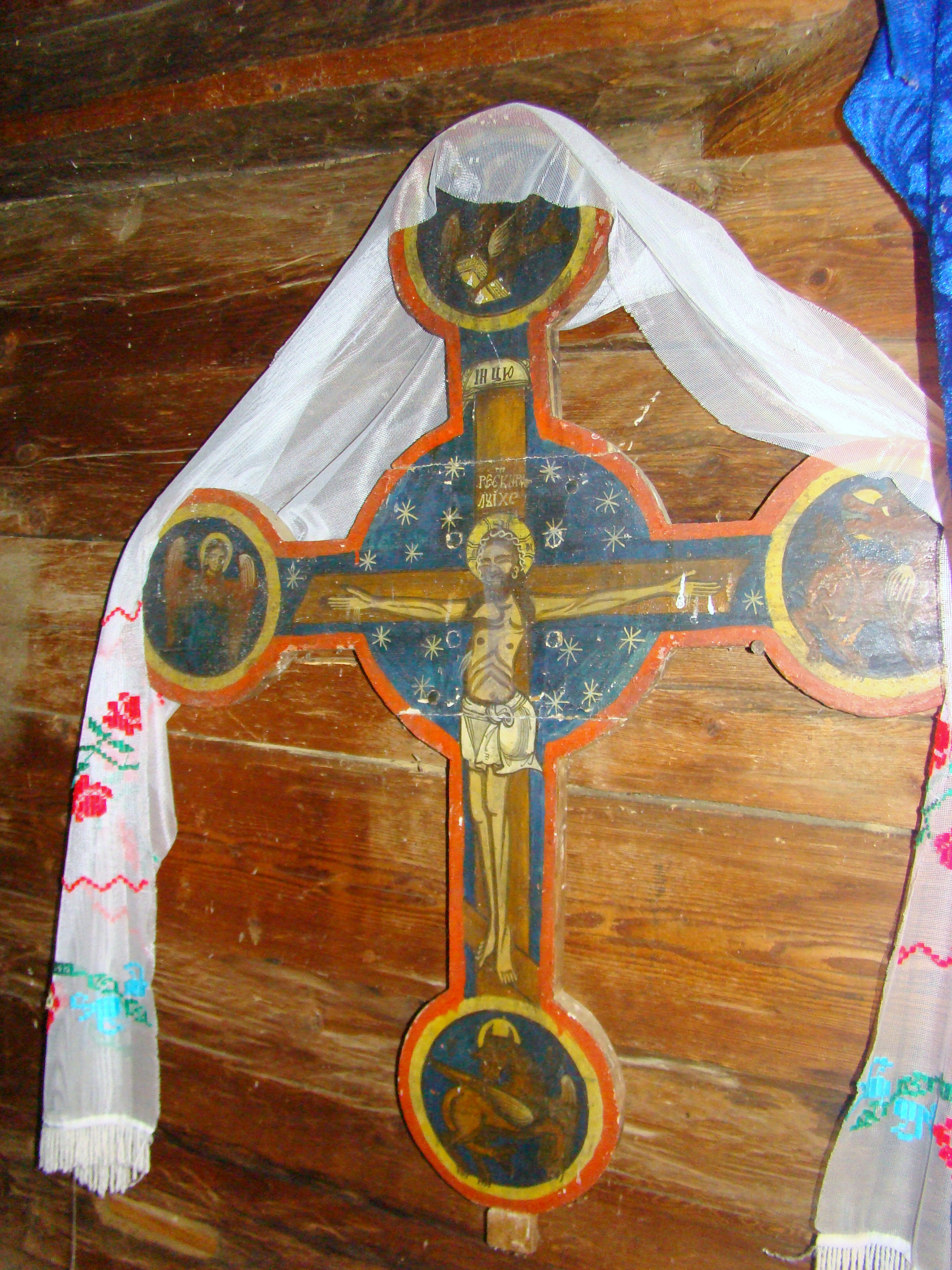
Cruce de lemn pictată
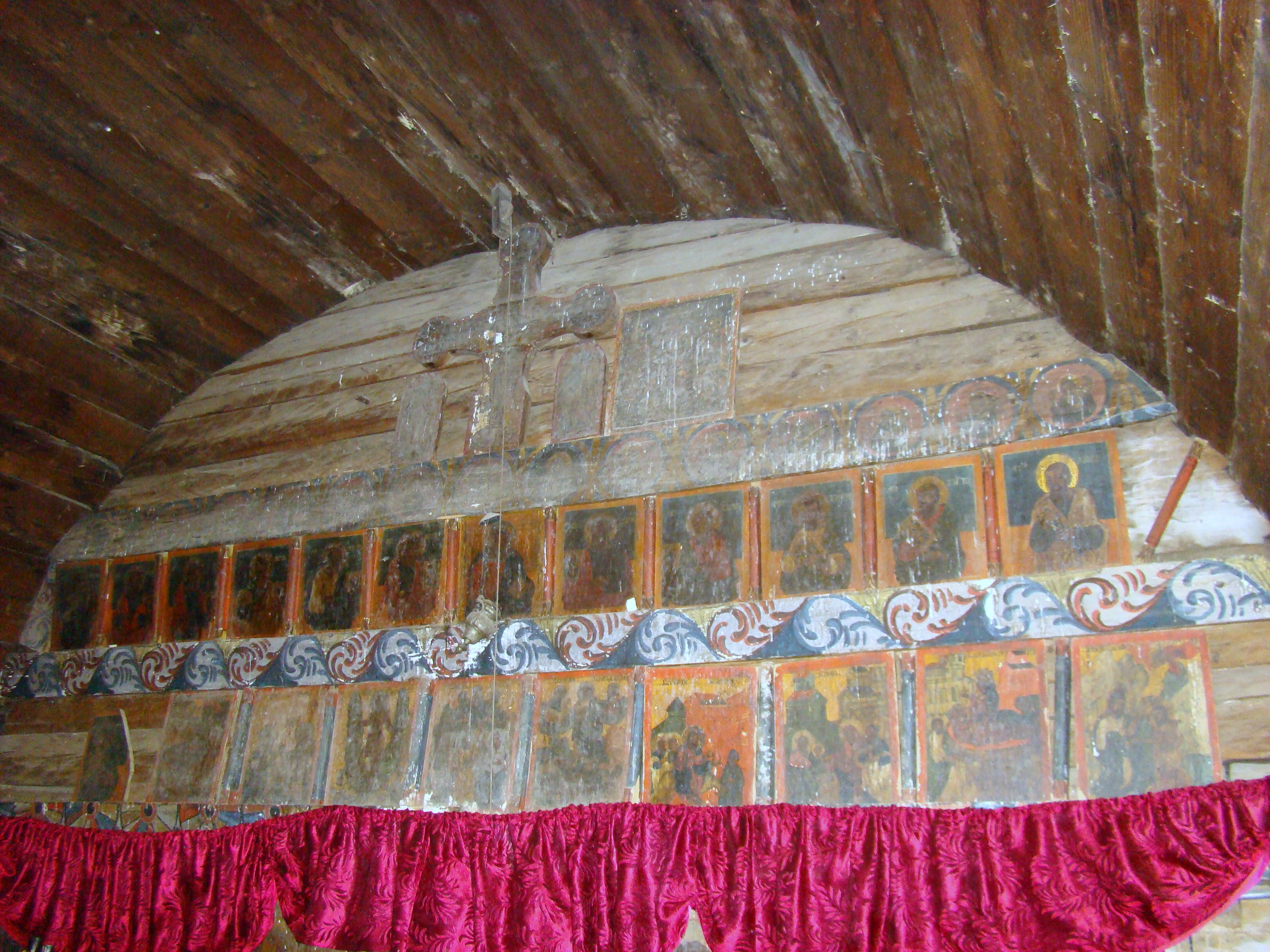
Icoanele de pe catapetasmă
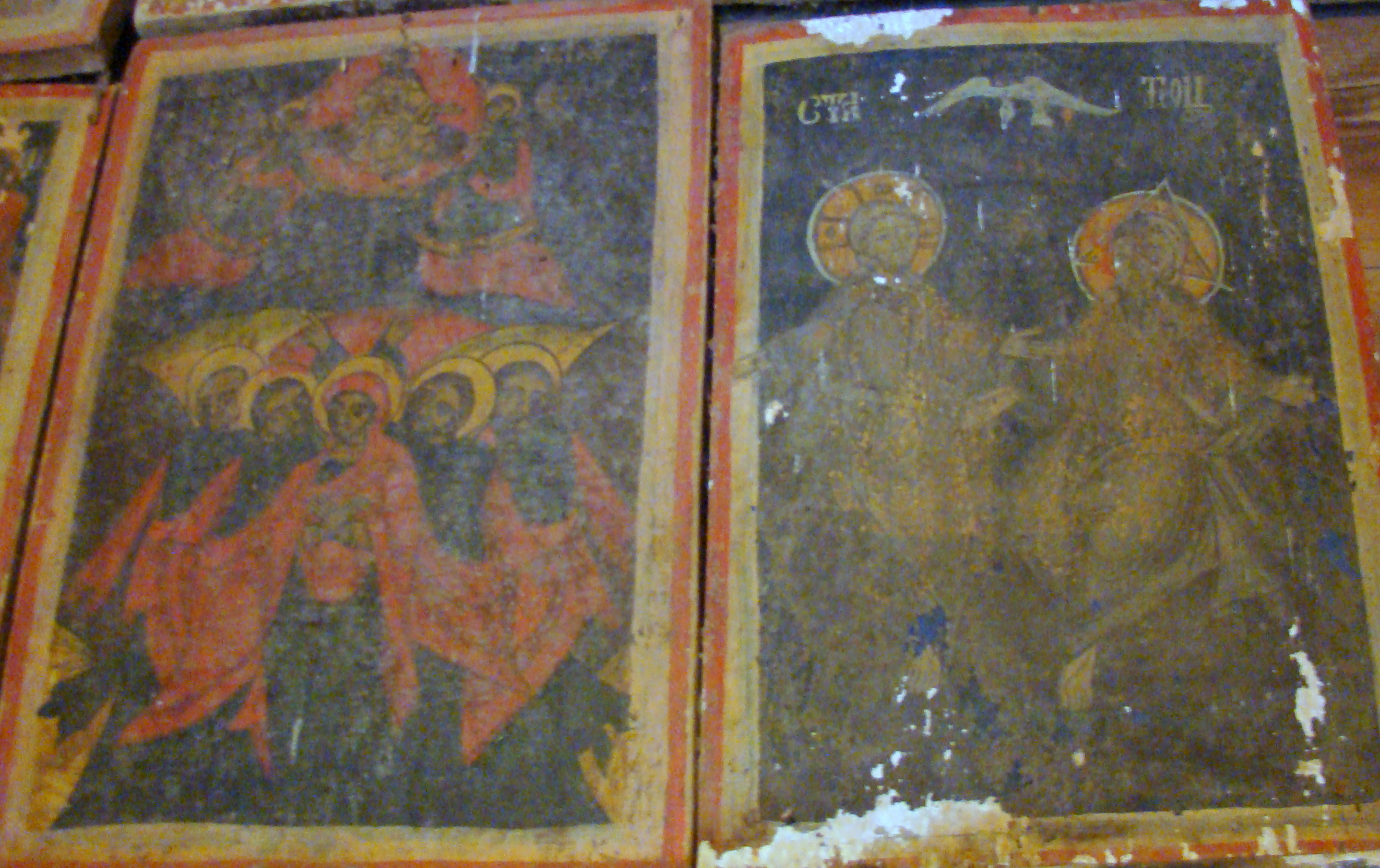
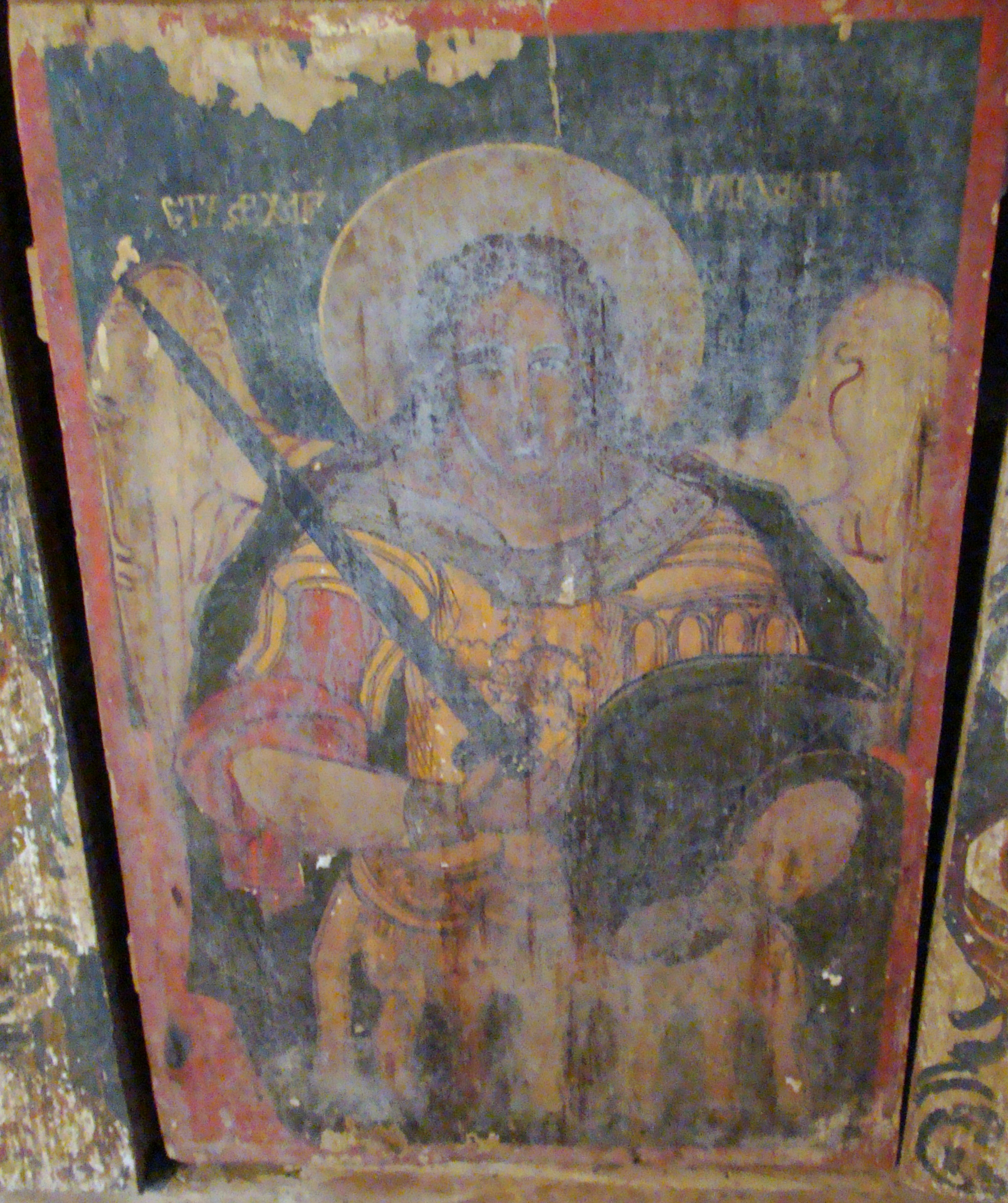
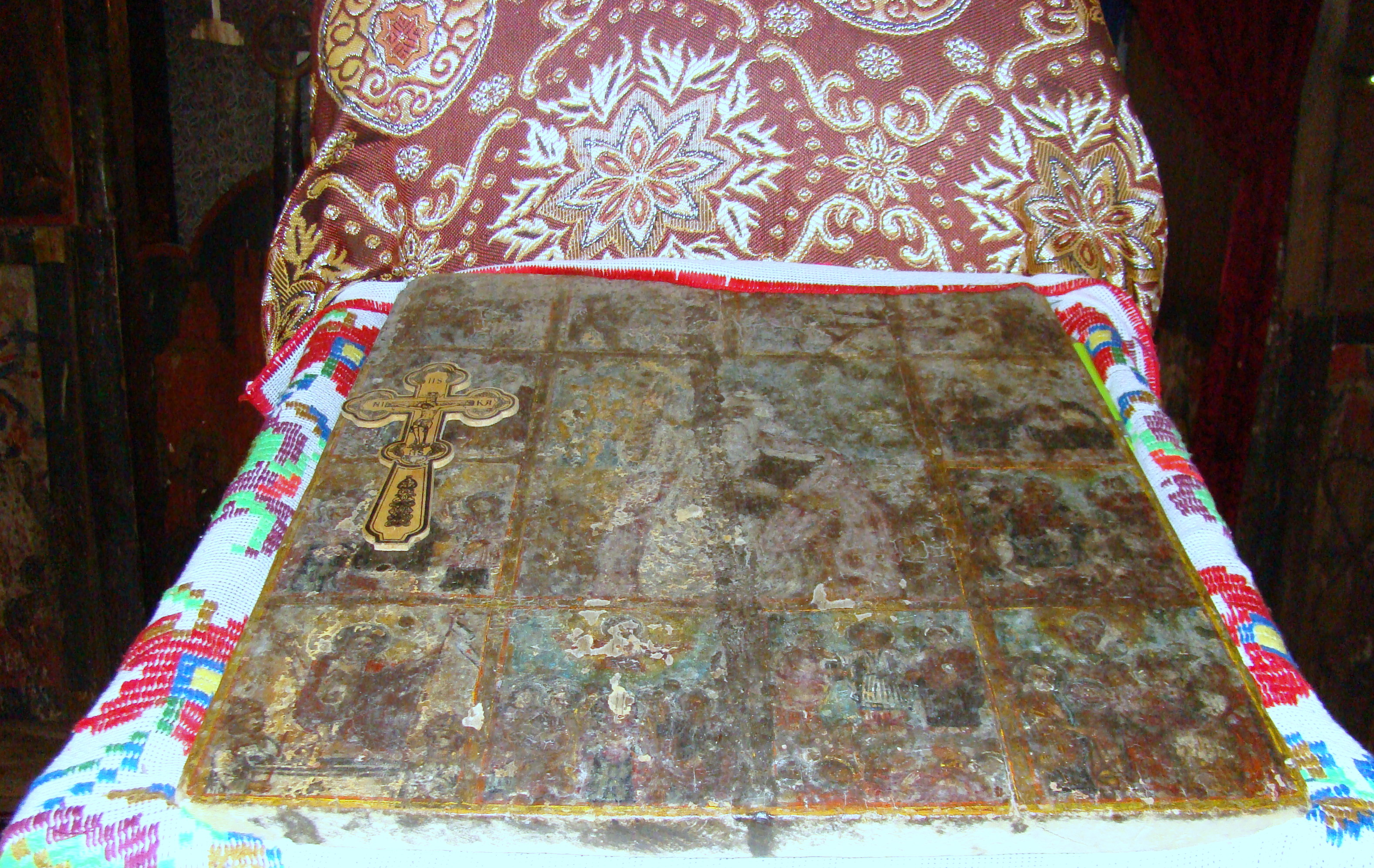
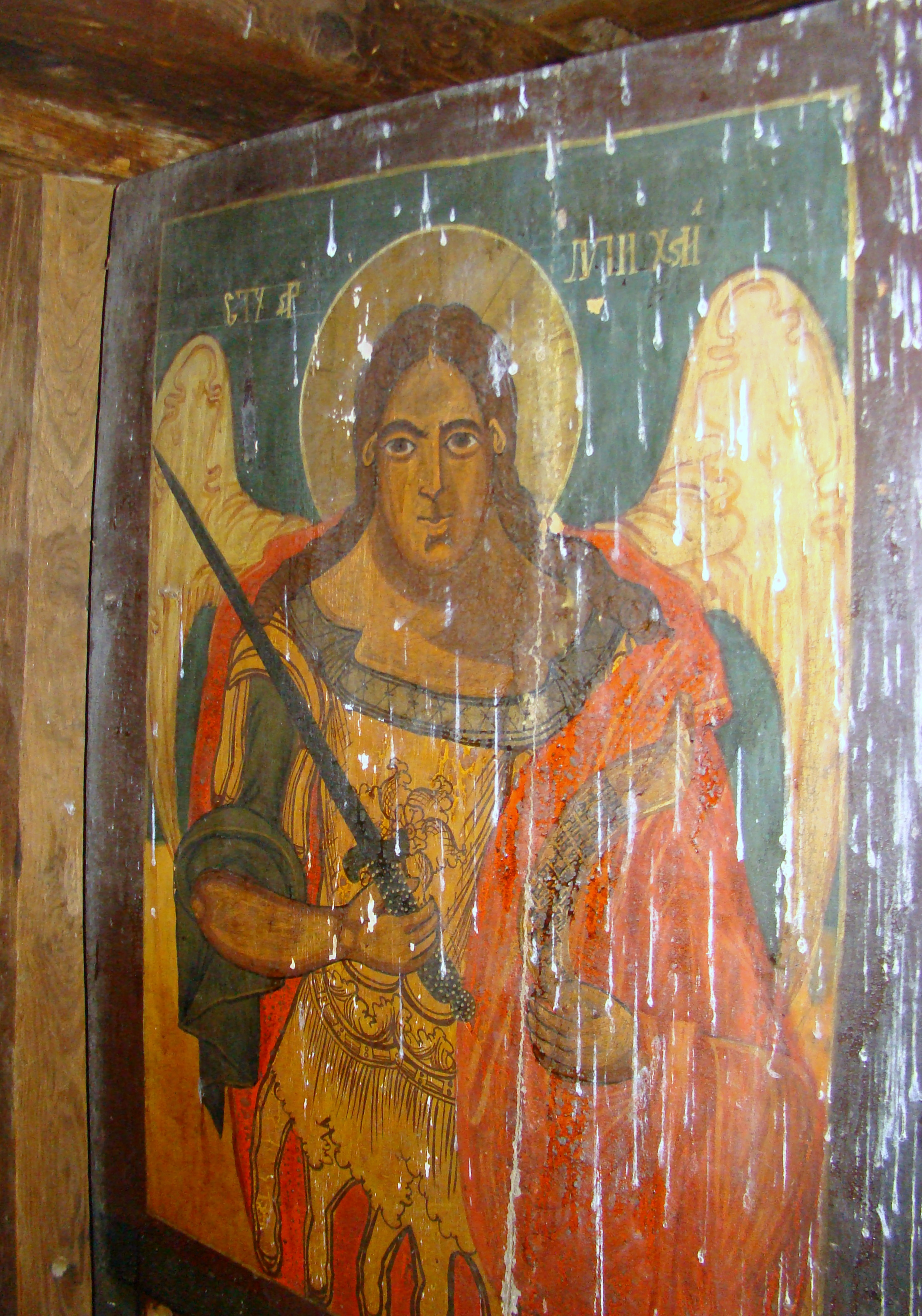
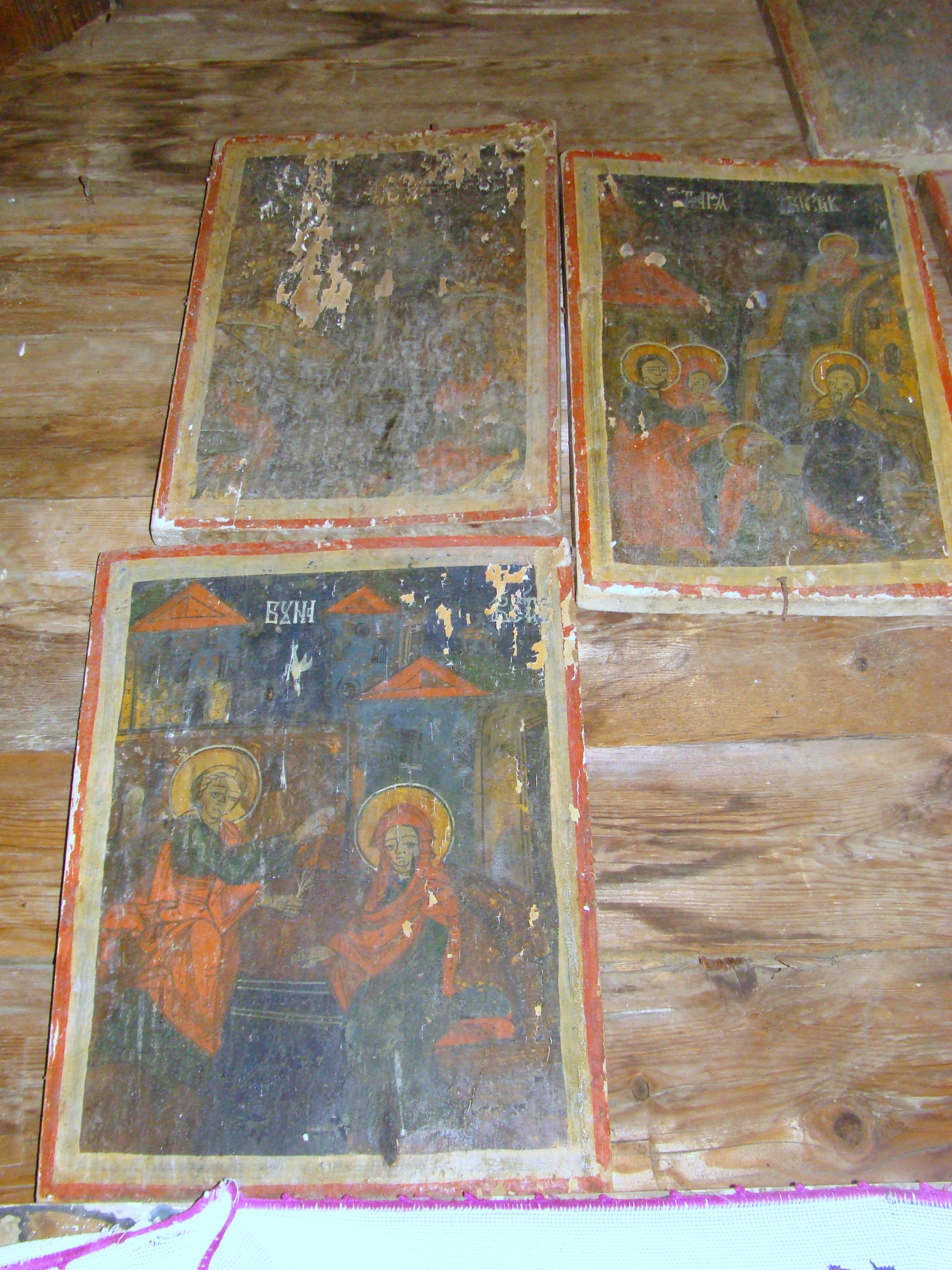